# Cedusa jarata
Cedusa jarata är en insektsart som beskrevs av Kramer 1986. Cedusa jarata ingår i släktet Cedusa och familjen Derbidae. Inga underarter finns listade i Catalogue of Life.